# Fuji T-3
El Fuji T-3 es un avión de entrenamiento básico construido por Fuji Heavy Industries para la Fuerza Aérea de Autodefensa de Japón. En la actualidad, está siendo reemplazado por el Fuji T-7.

## Diseño y desarrollo
El Fuji KM-2B fue un desarrollo posterior del Fuji KM-2 (una versión más potente y con cuatro asientos del Beechcraft T-34 Mentor) para su uso como entrenador primario o básico por la Fuerza Aérea de Autodefensa de Japón. Combina la estructura y el motor del KM-2 con la cabina en tándem del T-34 Mentor. Su primer vuelo fue el 17 de enero de 1978. Las Fuerzas de Autodefensa compraron cincuenta Fuji T-3, y la producción continuó hasta 1982.

## Historia Operacional
El Fuji T-3 sirvió con las Hiko Kyoikudan 11 y 12 de la Fuerza Aérea de Autodefensa de Japón. Actualmente está siendo reemplazado por el Fuji T-7, una variante turbohélice del T-3 con motor Allison 250 de 400 hp (300 kW).

## Operadores
- Japón
- Fuerza Aérea de Autodefensa de Japón

- Datos: Q1473127
- Multimedia: Fuji T-3 / Q1473127